# Christophorus Gemeinschaft katholischer Studierender und Akademiker
Der Christophorus (Eigenschreibweise CHRISTOPHORUS) ist eine Gemeinschaft katholischer Studenten und Studentinnen, Akademiker und Akademikerinnen.

## Organisation
Christophorus wurde 1949 gegründet. Bundesweit hat der Verein rund 1000 Mitglieder sowie über zwanzig Ort- und Regionalgruppen.
Ihr „Ziel ist es, als Gemeinschaft und durch jedes einzelne Mitglied der Vertiefung und Ausbreitung des Reiches Gottes in allen Lebensbereichen zu dienen. Der Name ist Ausdruck dieses Ziels.“ (Statuten 1956)
Zu den Zielen der Gemeinschaft gehören: die persönliche Verbundenheit ihrer Mitglieder mit Jesus Christus, das Streben nach christlicher Gestaltung ihres Lebensraums in Familie, Beruf und Gesellschaft, insbesondere in der Sorge um Recht und Not des Nächsten, ihr engagiert kirchliches Leben, sowie die Solidarität untereinander.
Frauen und Männer, Laien und Priester sind im Christophorus seit Gründung der Gemeinschaft gleichberechtigte Mitglieder. Diese Regelung entwickelte und befolgte der Christophorus als erste katholische akademische Gemeinschaft in Deutschland.

## Entwicklung der Gemeinschaft
Bei seiner Gründung im Jahr 1949 bestand der Christophorus überwiegend aus Studenten, die sich teilweise schon 1946 in „freien“ Gruppen mit unterschiedlichen Namen, aber ähnlicher Zielsetzung zusammengeschlossen hatten. Idee war auch – wie beim Bund Neudeutschland – eine Abgrenzung zu den traditionellen katholischen Studentenverbindungen, um sich um eine zeitgemäße Form des akademischen Gemeinschaftslebens zu bemühen. Die damals noch kleine Zahl von Akademikern bildeten Priester (darunter einige Hochschulseelsorger), Kriegsteilnehmer und Akademikerinnen, die im und nach dem Zweiten Weltkrieg studiert und in katholischen Hochschulgemeinden mitgearbeitet hatten.
Im ersten Jahrzehnt seines Bestehens breitete sich der Christophorus an vielen Hochschulorten im ganzen Bundesgebiet aus. Nun entstanden auch die ersten örtlichen Akademikerschaften, deren Mitglieder vorwiegend Jungakademiker in der beruflichen Startphase waren und die sich vielfach in der Familiengründung befanden.
Dieses Anwachsen der Gemeinschaft führte 1956 zu einem neuen Statut, das den Christophorus in eine akademische und eine studentische Teilgemeinschaft gliedert. Innerhalb der Gesamtgemeinschaft haben Akademiker und Studierende dem Wesen nach gleiche, der Funktion und Ordnung nach gestufte Aufgaben zu erfüllen. Nach den Statuten entfaltet der CHRISTOPHORUS seine volle Wirksamkeit in der Akademikerschaft.
Höhepunkte in der Geschichte des Christophorus waren seine Jubiläumstreffen in Würzburg (1959), in München (1969 und 1989), in Heusenstamm (1979) und in Erfurt (1999).

## Aktivitäten
Gemeinsam mit anderen katholischen Institutionen hat der Christophorus eine Vielzahl von Einrichtungen im kirchlichen Bereich geschaffen. Er hat sich u. a. in München an der Errichtung des Studentenwohnheims „Willi Graf“ durch den Bund Neudeutschland beteiligt, einen Arbeitskreis für Führungskräfte in Wirtschaft und Verwaltung initiiert sowie in Regensburg eine ökumenische Einrichtung der Telefonseelsorge aufgebaut.
Im Jubiläumsjahr 1999 haben Mitglieder aus verschiedenen Regionen der Gemeinschaft das „Christophorus-Hilfswerk“ zunächst als eingetragenen Verein (e. V.) gegründet. Zum Jahresende 2005 wurden die Aufgaben dieses Vereins auf die zuvor ins Leben gerufene „Stiftung Christophorus-Hilfswerk“ übertragen. Zusätzlich zu den vielfältigen individuellen Aktivitäten jedes Einzelnen soll diese Stiftung die Möglichkeit geben, gemeinsam und in größerem Rahmen an sozialen Aufgaben, besonders in der „Dritten Welt“, mitzuarbeiten.